# صوماليوود
صوماليوود هو اسم غير رسمي لصناعة السينما الصومالية التي تطورت في كولومبوس، أوهايو، حيث يوجد شتات صومالي كبير. تقليداً لنموذج بوليوود، فإن الاسم هو عبارة عن لفظ منحوت لكلمتي «صومالي» و«هوليوود»، مركز صناعة السينما الأمريكية.

## نظرة عامة
| كولومبوس تبدو كهوليوود الصومال حالياً لأن أكبر استوديو إنتاج موجود هنا وهو لنا [...] لذلك فإن جميع الممثلين الصوماليين المشهورين موجودون هنا في كولومبوس. |
| —عبد السلام عاتو متحدثاً عن صوماليوود وشركته السينمائية أولو للأفلام                                                                                      |

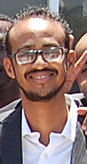
المخرج عبد السلام عاتو، من رواد حركة هوليوود.

كانت أولى أشكال عرض الأفلام العامة في الصومال هي نشرات الأخبار الإيطالية للأحداث الرئيسية خلال الفترة الاستعمارية في الصومال الإيطالي. ظهرت الأفلام الروائية الطويلة والمهرجانات السينمائية الصومالية المبكرة في أوائل الستينيات، عقب الاستقلال مباشرة، نتيجة لتقليد السرد القصصي الغني لدى الشعب الصومالي. بعد إنشاء وكالة الأفلام الصومالية (SFA) في 1975، بدأ المشهد السينمائي المحلي في التوسع بسرعة. وفي السبعينيات وأوائل الثمانينيات، كانت المسرحيات الموسيقية الشهيرة المعروفة باسم ريوايادو هي القوة الدافعة الرئيسية وراء صناعة السينما الصومالية. وحذت الأفلام الملحمية والتاريخية وكذلك أفلام الإنتاج المشترك الدولي حذوها والتي سهل من انتشارها التكنولوجيا البصرية وشبكات التلفزيون الوطنية.
في التسعينيات والعقد الأول من القرن الحادي والعشرين، ظهرت موجة جديدة من الأفلام الموجهة نحو الترفيه. عُرفَت باسم صوماليوود، هذه الحركة السينمائية الشبابية الناشئة بعثت النشاط في صناعة السينما الصومالية وفي هذه الخضم قدمت سيناريوهات مبتكرة واستراتيجيات تسويق وتقنيات إنتاج. وقد ضمت الأخيرة التسويق عبر الوسائط الإعلامية، مع مبيعات تسجيلات صوتية للفيلم تضم فنانين موسيقيين صوماليين بارزين. تضم الأفلام المشهورة لصوماليوود فيلم الإثارة الوحشي "Xaaskayga Araweelo" باللغة الصومالية وفيلمي الكوميديا والحركة (Rajo) و (Warmooge)، أول فيلم رسوم متحركة صومالي. شكل المخرجان الشابان عبد السلام عاتو صاحب شركة أولو للأفلام وعبدي مالك إسحاق في طليعة هذه الثورة الصامتة. في 2010، أصدر المخرج الصومالي مو علي فيلم شانك، أول فيلم روائي طويل له تدور أحداثه في لندن المستقبلية.

## وصلات خارجية
- Director Abdisalam Aato’s films on Myspace
- Olol Films Website
- History of Cinema in Somalia نسخة محفوظة 8 أكتوبر 2020 على موقع واي باك مشين.
- Jilaa